# Sporting Clube de Portugal (handball)
Maillots
La section handball du Sporting Clube de Portugal est un club portugais de handball basé à Lisbonne. Il s'agit du club le plus titré dans la discipline au Portugal avec 23 Championnats du Portugal et 19 Coupes du Portugal remportés.
Le Sporting Clube de Portugal est également le premier club portugais à avoir remporté deux coupes d'Europe, la Coupe Challenge en 2010 et 2017. Lors de la saison 2013-2014, le Sporting réalise le meilleur parcours de l'histoire pour un club portugais en Coupe de l'EHF en allant jusqu'en quart de finale.
En 2019, l'entraîneur français Thierry Anti est le nouvel entraîneur de l'équipe, un an après avoir conduit le HBC Nantes en finale de la Ligue des champions.

## Palmarès

### Compétitions nationales
- Championnat du Portugal
  - Vainqueur (23) : 1952, 1956, 1961, 1966, 1967, 1969, 1970, 1971, 1972, 1973, 1978, 1979, 1980, 1981, 1984, 1986, 2001, 2005B, 2006B, 2017, 2018, 2024, 2025
  - Deuxième (22) : 1954, ..., 2019, 2021, 2022, 2023
- Coupe du Portugal
  - Vainqueur (19) : 1972, 1973, 1975, 1981, 1983, 1988, 1989, 1998, 2001, 2003, 2004, 2005, 2012, 2013, 2014, 2022, 2023, 2024, 2025
  - Finaliste (11) : 1979, ..., 2016, 2017, 2018
- Supercoupe du Portugal (pt)
  - Vainqueur (5) : 1997, 2001, 2013, 2023, 2024
  - Finaliste (9) : 1989, 1992, 1998, 2012, 2014, 2017, 2018, 2021, 2022

### Compétitions européennes
- Coupe Challenge (C4)
  - Vainqueur (2) : 2010, 2017

## Bilan saison par saison
| Saisons   | Compétitions nationales                     | Compétitions nationales                     | Compétitions nationales                     | Coupe d'Europe      |
| Saisons   | Championnat                                 | Coupe                                       | Supercoupe                                  | Coupe d'Europe      |
| 1951-1952 | 1er                                         | néant                                       | néant                                       | N.Q.                |
| 1952-1953 | 3e                                          | néant                                       | néant                                       | N.Q.                |
| 1953-1954 | 2e                                          | néant                                       | néant                                       | N.Q.                |
| 1954-1955 | Pas de compétitions nationales              | Pas de compétitions nationales              | Pas de compétitions nationales              | N.Q.                |
| 1955-1956 | 1er                                         | néant                                       | néant                                       | N.Q.                |
| 1956-1957 | 2e                                          | néant                                       | néant                                       | N.Q.                |
| 1957-1958 | 2e                                          | néant                                       | néant                                       | N.Q.                |
| 1958-1959 | 4e                                          | néant                                       | néant                                       | N.Q.                |
| 1959-1960 | 2e                                          | néant                                       | néant                                       | N.Q.                |
| 1960-1961 | 1er                                         | néant                                       | néant                                       | N.Q.                |
| 1961-1962 | 3e                                          | néant                                       | néant                                       | N.Q.                |
| 1962-1963 | 2e                                          | néant                                       | néant                                       | N.Q.                |
| 1963-1964 | 2e                                          | néant                                       | néant                                       | N.Q.                |
| 1964-1965 | 2e                                          | néant                                       | néant                                       | N.Q.                |
| 1965-1966 | 1er                                         | néant                                       | néant                                       | N.Q.                |
| 1966-1967 | 1er                                         | néant                                       | néant                                       | C1 : 1er tour       |
| 1967-1968 | 2e                                          | néant                                       | néant                                       | C1 : 2e tour        |
| 1968-1969 | 1er                                         | néant                                       | néant                                       | N.Q.                |
| 1969-1970 | 1er                                         | néant                                       | néant                                       | C1 : 1er tour       |
| 1970-1971 | 1er                                         | néant                                       | néant                                       | C1 : 1/2 finale     |
| 1971-1972 | 1er                                         | Vainqueur                                   | néant                                       | C1 : 2e tour        |
| 1972-1973 | 1er                                         | Vainqueur                                   | néant                                       | C1 : 1er tour       |
| 1973-1974 | 4e                                          | 1/2 finale                                  | néant                                       | C1 : 2e tour        |
| 1974-1975 | 2e                                          | Vainqueur                                   | néant                                       | N.Q.                |
| 1975-1976 | 3e                                          | 3e tour                                     | néant                                       | C2 : 1er tour       |
| 1976-1977 | 2e                                          | 1/8 de finale                               | néant                                       | N.Q.                |
| 1977-1978 | 1er                                         | 1/4 de finale                               | néant                                       | N.Q.                |
| 1978-1979 | 1er                                         | Finale                                      | néant                                       | C1 : 1er tour       |
| 1979-1980 | 1er                                         | Finale                                      | néant                                       | C1 : 1er tour       |
| 1980-1981 | 1er                                         | Vainqueur                                   | néant                                       | C1 : 1er tour       |
| 1981-1982 | 2e                                          | 1er tour                                    | néant                                       | C1 : 1er tour       |
| 1982-1983 | 2e                                          | Vainqueur                                   | N.Q.                                        | N.Q.                |
| 1983-1984 | 1er                                         | 1/2 finale                                  | néant                                       | N.Q.                |
| 1984-1985 | 3e                                          | Finale                                      | néant                                       | N.Q.                |
| 1985-1986 | 1er                                         | Finale                                      | néant                                       | N.Q.                |
| 1986-1987 | 2e                                          | 1er tour                                    | néant                                       | N.Q.                |
| 1987-1988 | 2e                                          | Vainqueur                                   | néant                                       | C3 : 1/8 de finale  |
| 1988-1989 | 3e                                          | Vainqueur                                   | néant                                       | C2 : 1er tour       |
| 1989-1990 | 5e                                          | 1/4 de finale                               | Finale                                      | C2 : 1er tour       |
| 1990-1991 | 9e                                          | 1/2 finale                                  | N.Q.                                        | N.Q.                |
| 1991-1992 | 8e                                          | Finale                                      | N.Q.                                        | N.Q.                |
| 1992-1993 | 4e                                          | 1/2 finale                                  | 1/2 finale                                  | C2 : 1er tour       |
| 1993-1994 | 5e                                          | 1/4 de finale                               | N.Q.                                        | N.Q.                |
| 1994-1995 | 4e                                          | 1/4 de finale                               | N.Q.                                        | N.Q.                |
| 1995-1996 | 2e                                          | 1/4 de finale                               | N.Q.                                        | N.Q.                |
| 1996-1997 | 2e                                          | Finale                                      | néant                                       | C3 - 1/16 de finale |
| 1997-1998 | 3e                                          | Vainqueur                                   | Vainqueur                                   | C2 - 1/8 de finale  |
| 1998-1999 | 3e                                          | 1/4 de finale                               | N.Q.                                        | C2 - 1/16 de finale |
| 1999-2000 | 3e                                          | 1/2 finale                                  | N.Q.                                        | C4 - 1/16 de finale |
| 2000-2001 | 1er                                         | Vainqueur                                   | N.Q.                                        | C3 - 1/4 de finale  |
| 2001-2002 | 1/2 finale                                  | 1/4 de finale                               | Vainqueur                                   | C1 - 2e tour        |
| 2002-2003 | 1/2 finale                                  | Vainqueur                                   | Inconnu                                     | N.Q.                |
| 2003-2004 | 2e                                          | Vainqueur                                   | néant                                       | C2 - 1/4 de finale  |
| 2004-2005 | 1er                                         | Vainqueur                                   | néant                                       | C2 - 1/16 de finale |
| 2005-2006 | 1er                                         | Finale                                      | néant                                       | C2 - 1/16 de finale |
| 2006-2007 | 7e                                          | 1/8 de finale                               | néant                                       | C2 - 1/16 de finale |
| 2007-2008 | 6e                                          | 1/2 finale                                  | néant                                       | N.Q.                |
| 2008-2009 | 3e                                          | 1/8 de finale                               | néant                                       | N.Q.                |
| 2009-2010 | 6e                                          | Finale                                      | N.Q.                                        | C4 - Vainqueur      |
| 2010-2011 | 3e                                          | 1/4 de finale                               | 5e                                          | C4 - 1/16 de finale |
| 2011-2012 | 3e                                          | Vainqueur                                   | néant                                       | C4 - 1/2 finale     |
| 2012-2013 | 3e                                          | Vainqueur                                   | Finale                                      | C3 - 1er tour       |
| 2013-2014 | 2e                                          | Vainqueur                                   | Vainqueur                                   | C3 - 1/4 de finale  |
| 2014-2015 | 2e                                          | 1/2 finale                                  | Finale                                      | C3 - 3e tour        |
| 2015-2016 | 4e                                          | Finale                                      | N.Q.                                        | C3 - 2e tour        |
| 2016-2017 | 1er                                         | Finale                                      | N.Q.                                        | C4 - Vainqueur      |
| 2017-2018 | 1er                                         | Finale                                      | Finale                                      | C1 - Phase de poule |
| 2018-2019 | 2e                                          | 1/8 de finale                               | Finale                                      | C1 - 1/8 de finale  |
| 2019-2020 | Compétitions annulées en raison du Covid-19 | Compétitions annulées en raison du Covid-19 | Compétitions annulées en raison du Covid-19 | C1 - 1/16 de finale |
| 2020-2021 | 2e                                          | 1/2 finale                                  | non jouée                                   | C3 - 1/8 de finale  |
| 2021-2022 | 2e                                          | Vainqueur                                   | Finale                                      | C3 - 1/8 de finale  |
| 2022-2023 | 2e                                          | Vainqueur                                   | Finale                                      | C3 - 1/4 de finale  |
| 2023-2024 | 1er                                         | Vainqueur                                   | Vainqueur                                   | C3 - 1/4 de finale  |
| 2024-2025 | 1er                                         | Vainqueur                                   | Vainqueur                                   | C1 - 1/4 de finale  |

Légende
- Coupes d'Europe : C1 = Coupe des clubs champions/Ligue des champions ; C2 = Coupe des vainqueurs de coupe ; C3 = Coupe de l'IHF/EHF ; C4 = Coupe des Villes/Coupe Challenge
- Divers : N.Q. : Non Qualifié ; néant : pas de compétition pour la saison concernée ; Inconnu : Résultat inconnu.

## Effectifs

### Effectif 2024-25
L'effectif pour la saison 2024-25 est :
| Gardiens de but - 20 André Kristensen - 92 Mohamed Aly - 99 Santiago Póvoas Ailiers gauches - 17 Orri Freyr Thorkelsson - 22 Diogo Branquinho Ailiers droits - 04 Pedro Portela - 19 Mamadou Gassama Pivots - 02 Edney Silva - 10 William Höghielm - 44 Christian Moga | Arrières gauches - 13 Salvador Salvador - 79 Martim Costa Demi-centres - 07 Natan Suárez - 08 Jan Gurri - 09 Pedro Martínez Cami Arrières droits - 06 Francisco Costa - 23 João Gomes - 97 Rafael Vasconcelos Entraîneur - Ricardo Costa (de) |

## Personnalités liées au club
Parmi les joueurs du club, on trouve :
- Mohamed Aly : depuis 2024
- Arnaud Bingo : de 2019 à 2021
- / Frankis Marzo : de 2011-02/2021
- Francisco Costa : depuis 2021
- Martim Costa : depuis 2021
- Luís Frade : de 2018 à 2020
- Fábio Magalhães : de 2009 à 2016
- Étienne Mocquais : de 2022 à 2024
- Ivan Nikčević : de 2016 à 2020
- Pedro Portela : de 2007 à 2018 et depuis 2023
- Tiago Rocha : de 2017 à 2021
- Carlos Ruesga : de 2016 à 2023

Parmi les entraineurs du club, on trouve :
- Branislav Pokrajac : de 2010 à 2012
- Francisco Javier Equisoain (de) : de 2015 à 2017
- Hugo Canela : de 2017 à 2019
- Thierry Anti : de 2019 à 2020
- Rui Alberto Sousa e Silva : de 2020 à 2021
- Ricardo Costa (de) : depuis 2021